# Фридрих Франц II (Мекленбург)
Фридрих Франц II фон Мекленбург-Шверин (на немски: Friedrich Franz II Grossherzog von Mecklenburg-Schwerin) е велик херцог на Мекленбург-Шверин (1842 – 1883).

## Живот
Роден е на 28 февруари 1823 в Лудвигслуст. Син е на велик херцог Павел Фридрих (1800 – 1842) и съпругата му принцеса Александрина Пруска (1803–1892), дъщеря на пруския крал Фридрих Вилхелм III (упр. 1797 – 1840) и херцогиня Луиза фон Мекленбург-Щрелиц (1776 – 1810). Внук е на наследствения велик херцог Фридрих Лудвиг фон Мекленбург-Шверин (1778 – 1819) и първата му съпруга велика княгиня Елена Павловна от Русия (1784 – 1803), дъщеря на руския цар Павел I (1754 – 1801) (упр. 1796 – 1801, убит), и принцеса София Доротея фон Вюртемберг (1759 – 1828). Баба му е сестра на руските императори Александър I (упр. 1801 – 1825) и Николай I (упр. 1825 – 1855). Правнук е на велик херцог Фридрих Франц I фон Мекленбург (1756 – 1837) и съпругата му принцеса Луиза фон Саксония-Гота-Алтенбург (1756–1808).
От ноември 1837 г. Фридрих Франц II посещава гимназията в Дрезден. След това той следва право в Бон и завършва университета в Росток. След смъртта на баща му през 1842 г., на 19 години той става велик хедцог на Мекленбург-Шверин. Фридрих Франц II пътува в Русия, Италия и в Ориента.
Фридрих Франц II участва 1870/71 г. във войната против Франция и е командващ генерал. Награден е с ордена Голям кръст на Железния кръст. По времето на управлението му до 1882 г. съществуват 1500 km здрави пътища.
Фридрих Франц II фон Мекленбург-Шверин умира на 60 години на 15 април 1883 г. в Шверин. Той има от три брака 11 деца.

## Фамилия
Първи брак: на 3 ноември 1849 г. в Лудвигслуст с принцеса Августа Ройс-Кьостриц (* 26 май 1822, Клипхаузен; † 3 март 1862, Шверин), дъщеря на княз Хайнрих LXIII Ройс-Кьостриц (1786 – 1841) и първата му съпруга графиня Елеонора фон Щолберг-Вернигероде (1801 – 1827). Те имат шест деца:
- Фридрих Франц III фон Мекленбург-Шверин (* 19 март 1851, Лудвигслуст; † 10 април 1897, от падане в Кан), велик херцог (1883 – 1897), женен на 12 януари 1879 г. в Санкт Петербург за велика княгиня Анастасия Михайловна от Русия (* 28 юли 1860; † 11 март 1922), дъщеря на велик княз Михаил Николаевич
- Паул Фридрих Вилхелм Хайнрих (* 19 септември 1852, Лудвигслуст; † 17 май 1923, Лудвигслуст), херцог, женен на 5 май 1881 г. в Шверин за принцеса Мария фон Виндиш-Грец (* 11 декември 1856; † 9 юли 1929)
- Мария Павловна Мекленбургска (* 14 май 1854, Лудвигслуст; † 6 септември 1920, Франция), омъжена на 28 август 1874 г. в Санкт Петербург за велик княз Владимир Александрович (* 22 април 1847; † 17 февруари 1909), син на цар Александър II
- Николаус Александер Фридрих Хайнрих (* 18 август 1855; † 23 януари 1856, Доберан)
- Йохан Албрехт Ернст Константин Фридрих Хайнрих (* 8 декември 1857, Шверин; † 16 февруари 1920, Вилиград), женен I. 1886 г. за принцеса Елизабет Сибила фон Саксония-Ваймар-Айзенах (* 28 февруари 1854, Ваймар; † 10 юли 1908, дворец Вилиград), II. на 15 декември 1909 г. в Брауншвайг за принцеса Елизабет фон Щолберг-Росла (* 23 юни 1885, Росла; † 16 октомври 1969, Еутин)
- Александер Теодор Георг Фридрих Хайнрих (*/† 13 август 1859, Доберан)

Втори брак: на 4 юли 1864 г. в Дармщат с принцеса Анна фон Хесен-Дармщат (* 25 май 1843; † 16 април 1865), дъщеря на принц Карл фон Хесен-Дармщат (1809 – 1877) и принцеса Елизабет Пруска (1815–1885). Те имат една дъщеря:
- Анна Матилда Елизабет Александрина (* 7 април 1865, Шверин; † 8 февруари 1882, Шверин на 16 години)

Трети брак: на 4 юли 1868 г. в Рудолщат с принцеса Мария фон Шварцбург-Рудолщат (* 29 януари 1850; † 22 април 1922, Хага), дъщеря на фелдмаршал-лейтенант принц Адолф фон Шварцбург-Рудолщат (1801 – 1875) и принцеса Матилда фон Шьонбург-Валденбург (1826 – 1914), дъщеря на княз Ото Виктор I фон Шьонбург (1785 – 1859) и принцеса Текла фон Шварцбург-Рудолщат (1795 – 1861). Те имат четири деца:
- Елизабет Александрина Матилда Августа (* 10 август 1869, Лудвигслуст; † 3 септември 1955, Бад Шаумбург), омъжена 1896 г. за велик херцог Фридрих Август фон Олденбург (* 16 ноември 1852; †24 февруари 1931)
- Фридрих Вилхелм Адолф Гюнтер (* 5 април 1871, Шверин; † 22 септември 1897, на кораб в Елба близо до Куксхавен)
- Албрехт Хайнрих (* 10 октомври 1873, Шверин; † 5 август 1969, Еутин), женен I. 1917 г. за принцеса Виктория Ройс-Грайц (* 21 април 1889; † 18 декември 1918), II. на 15 октомври 1924 г. за принцеса Елизабет фон Щолберг-Росла (* 23 юни 1885; † 16 октомври 1969), вдовица на полубрат му Йохан Албрехт
- Хайнрих Владимир Албрехт Ернст (* 19 април 1876, Шверин; † 3 юли 1934, Хага), става на 6 февруари 1901 г. „Хендрик принц на Нидерландия“, женен на 7 февруари 1901 г. за кралица Вилхелмина Нидерландска (* 31 август 1880; † 28 ноември 1962); родители на кралица Юлиана Нидерландска (1909 – 2004).